# ФК Победа Белошевац
ФК Победа Крагујевац је српски фудбалски клуб из Крагујевца. Клуб је основан 1926. и тренутно се такмичи у Првој лиги Крагујевца, петом такмичарском нивоу српског фудбала. 
Победа је у сезони 2010/11. освојила прво место у Зони Морава и тако прошла у виши ранг, Српску лигу Запад.